# Abraxas deleta
Abraxas deleta là một loài bướm đêm trong họ Geometridae.